# Hajnal András (matematikus)
Hajnal András (Budapest, 1931. május 13. – Budapest, 2016. július 30.) magyar matematikus, egyetemi tanár, a Magyar Tudományos Akadémia rendes tagja volt. A halmazelmélet, a kombinatorika és a topológia nemzetközi hírű kutatója volt. 1982 és 1992 között az MTA Matematikai Kutatóintézetet igazgatta.

## Életpályája
1949-ben érettségizett a Markó utcai Berzsenyi Dániel Gimnáziumban, majd felvették az ELTE Természettudományi Kar (ELTE-TTK) matematika–fizika szakára, ahol 1953-ban szerzett tanári diplomát.
Diplomájának megszerzése után a József Attila Tudományegyetem Bolyai Intézete aspiránsa Kalmár Lászlónál. 1956-ban az ELTE Analízis I. tanszékén tudományos főmunkatársi beosztásban kezdett el dolgozni, majd 1970-től 1996-ig az MTA Matematikai Kutatóintézeténél dolgozott mint tudományos főmunkatárs, illetve kutatóprofesszor (1993-tól). 1982–ig a halmazelméleti és matematikai logika osztály vezetője, 1982 és 1992 között az intézet igazgatója volt. Emellett folytatta oktatói munkáját is: 1970-től az ELTE másodállású docense volt, majd 1979-ben másodállású egyetemi tanári kinevezést kapott. 1994-ben a Rutgers Egyetem professzorává nevezték ki, ezalatt a DIMACS intézet igazgatója volt 1996-ig (ekkor távozott az ELTE-ről). 2004-ben emeritálták. Ugyanebben az évben az MTA Rényi Alfréd Matematikai Intézete tiszteletbeli munkatársa lett.
1957-ben védte meg a matematikai tudományok kandidátusi, 1962-ben akadémiai doktori értekezését. Az MTA Matematikai Bizottságának tagja lett 1976-ban. Ugyanekkor megválasztották a Magyar Tudományos Akadémia levelező, 1982-ben pedig rendes tagjává. 1980 és 1990 között a Bolyai János Matematikai Társulat főtitkára, 1990 és 1996 között elnöke volt. 1996-ban az társulat tiszteletbeli elnökévé választották. A Combinatorica című szakfolyóirat tanácsadó szerkesztője. Emellett az Acta Mathematica Hungarica, a Periodica Mathematica és a Discrete Mathematics szerkesztőbizottságába is bekerült, valamint 1982 és 1992 között a Studia Scientiarium Mathematicarum főszerkesztője volt.

## Munkássága
Kutatási területei a halmazelmélet, a topológia és a kombinatorika. Első eredményeit az axiomatikus halmazelméletben érte el.
Jelentős eredménye Erdős Pál egyik sejtésének bebizonyítása Szemerédi Endrével, amely szerint, ha egy véges gráfban minden pont foka kisebb k-nál, akkor a gráf egyenletesen kiszínezhető k színnel. Erdős Pál egyik legközelebbi munkatársa volt. Kidolgozták a kombinatorikus halmazelmélet alapjait. Bebizonyította a Ruziewicz-sejtést, ami így a halmazleképezések elméletének alaptétele lett. Emellett Erdőssel és Richard Rado amerikai matematikussal a partíciórelációk területén folytatott munkái is jelentősek. Fred Galvin amerikai matematikussal közösen igazolta, hogy ha {\displaystyle \aleph _{\kappa }} erős limeszszámosság, aminek megszámlálhatónál nagyobb a kofinalitása, akkor
teljesül, ahol {\displaystyle \lambda =\left(2^{\kappa }\right)^{+}}. Ez kiindulópontja lett Selah pcf-elméletének. Juhász Istvánnal kidolgozta a topologikus számosságfüggvények elméletét.

## Díjai, elismerései
- Akadémiai Díj (1967)
- Állami Díj III. fokozat (1970) – A halmazelméletben, a matematikai logikában, a gráfelméletben elért tudományos eredményeiért.
- Szele Tibor-emlékérem (1980)
- MTESZ-díj (1987)
- A Magyar Köztársasági Érdemrend tisztikeresztje (1992)
- A Magyar Érdemrend középkeresztje (2013)

## Főbb publikációi
- On a Consistency Theorem Connected with the Generalized Continuum Problem (1956)
- Proof of a Conjecture of S. Ruziewicz (1961)
- Partition Relations for Cardinal Numbers (Erdős Pállal és Richard Radóval, 1965)
- Unsolved Problems in Set Theory (Erdős Pállal, 1971)
- On Discrete Subspaces of Topological Spaces I–II. (Juhász Istvánnal, 1967, 1969)
- A Consequence of Martin’s Axiom (Juhász Istvánnal, 1971)
- Inequalities for Cardinal Powers (Fred Galvinnel, 1975)
- Halmazelmélet (Hamburger Péterrel, 1983)
- Combinatorial Set Theory: Partition Relation for Cardinals (társszerző, 1984)
- Embedding Finite Graphs into Graphs Colored with Infinitely Many Colors (1991)
- Set Theory (Hamburger Péterrel, 1999)
- Strongly Almos Disjoint Families Revisited (Juhász Istvánnal és Szaharón Selah-val, 2000)